# Akaflieg Berlin B5
Die B5 war ein einsitziges, freitragendes Mitteldecker-Segelflugzeug der Akademischen Fliegergruppe der Technischen Hochschule Berlin-Charlottenburg.

## Konstruktion
Ausgelegt für den Streckensegelflug lag das Hauptaugenmerk der Konstruktion von Friedrich Lange und Gotthold Peter auf hoher Reisegeschwindigkeit, Wendigkeit und einfacher Montage.
Die 15 Meter spannende zweiteilige, geknickte Holztragfläche mit Kastenholm und elliptischem Grundriss war am Rumpf mit jeweils zwei Schnellverschlüssen befestigt. Die zweigeteilten Querruder hatten Flettner-Ruder. Der schmale Holzrumpf in Schalenbauweise trug am Ende ein hochgesetztes Pendelhöhenruder mit Flettnerrudertrimmung und als Seitenleitwerk einen symmetrischen Doppelflügel, das bei Ausschlag einen Spaltflügel bildete. Das beim Start genutzte gefederte Fahrwerk war einfahrbar, gelandet wurde auf einer Holzkufe.
Gebaut wurde die Maschine in der von der DVL gemieteten ersten Etage eines Fabrikgebäudes in Berlin-Charlottenburg, so dass Bauteile durch die Fenster gehievt werden mussten.

### Ausrüstung
Zur Ausrüstung gehörte ein herausnehmbares Instrumentenbrett von Askania mit elektrischem Wendezeiger, künstlichem Horizont, Variometer, Fahrt- und Höhenmesser, Kompass und eine Borduhr.

## Nutzung
Das mit D-4-603 registrierte Flugzeug wurde 1937 beim Rhönwettbewerb mit einem dritten Preis für die Konstruktion ausgezeichnet und nahm an den Zielstrecken-Segelflugwettbewerben 1937 und 1938 teil.

## Technische Daten
| Kenngröße             | Daten                |
| --------------------- | -------------------- |
| Besatzung             | 1                    |
| Länge                 | 6,15 m               |
| Spannweite            | 15,00 m              |
| Höhe                  | 1,24 m               |
| Flügelfläche          | 11,00 m²             |
| Flügelstreckung       | 20,45                |
| Tragflächenprofil     | Gö 549               |
| Gleitzahl             | 30,5 bei 76 km/h     |
| Geringstes Sinken     | 0,67 m/s bei 64 km/h |
| Zuladung              | 85 kg                |
| Leermasse             | 140 kg               |
| Startmasse            | 225 kg               |
| Höchstgeschwindigkeit | 228 km/h             |